# Romuald Ochęduszko
Romuald Jan Ochęduszko (ur. 15 stycznia 1911 w Sanoku, zm. 13 maja 1944 pod Monte Cassino) – podporucznik Polskich Sił Zbrojnych na Zachodzie.

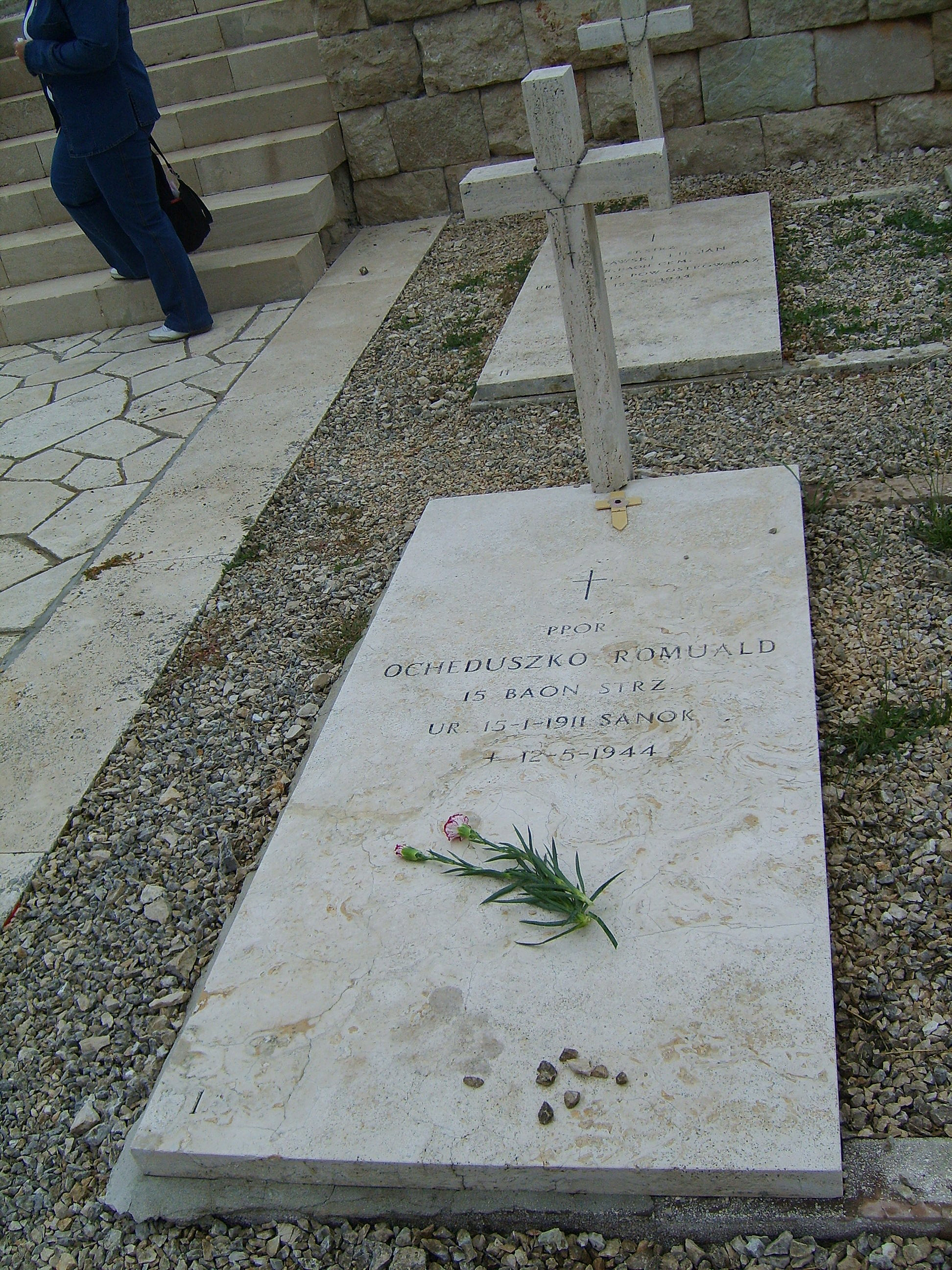
Nagrobek Romualda Ochęduszki na polskim cmentarzu pod Monte Cassino

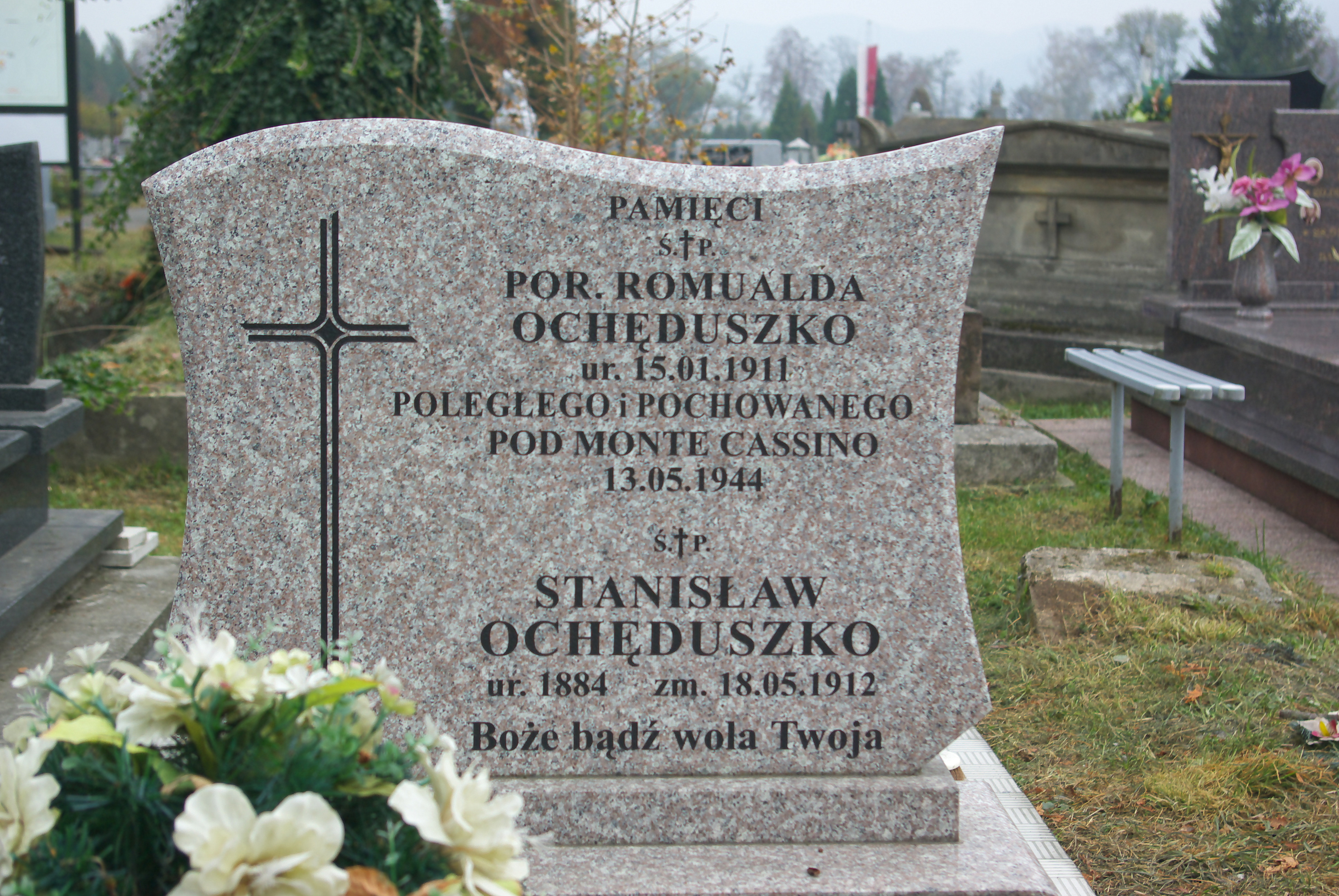
Symboliczny grób w Sanoku

## Życiorys
Romuald Jan Ochęduszko urodził się w Sanoku 15 stycznia 1911 jako syn Stanisława i Franciszki z domu Mołczan. W rodzinnym mieście ukończył szkołę podstawową, po czym od 1922 do 1927 uczęszczał do Państwowego Gimnazjum Męskiego im. Królowej Zofii w Sanoku. W 1926 ukończył czwartą klasę. Uchwałą Rady Miejskiej w Sanoku z 1928 został uznany przynależnym do gminy Sanok. Po przerwaniu nauki szkolnej przez kolejne lata do 1939 pracował jako sekretarz Sądu Grodzkiego w Sanoku. W tym czasie dokształcał się. W dniu 15 sierpnia 1938 zawarł związek małżeński z nauczycielką Janiną Sobolak (ur. 1914). Do 1939 był członkiem sanockiego gniazda Polskiego Towarzystwa Gimnastycznego „Sokół”.
Po wybuchu II wojny światowej i agresji ZSRR na Polskę został aresztowany przez sowietów, internowany i deportowany w głąb ZSRR. Na mocy układu Sikorski-Majski w 1941 odzyskał wolność, po czym wstąpił w Tockoje do formującego się 2 Korpusu Polskiego, gdzie trafił do szeregów 5 Dywizji jako żołnierz Polskich Sił Zbrojnych na Zachodzie.
Po ewakuacji wojsk przeszedł szlak wojskowy przez Iran, Irak, Palestynę (tam ukończył szkołę oficerską), Liban, Egipt, po czym trafił do Włoch, gdzie jako kapral podchorąży zdał maturę. Brał udział w kampanii włoskiej w szeregach 18 Lwowskiego Batalionu Strzelców i 15 Wileńskiego Batalionu Strzelców. Poległ w bitwie o Monte Cassino 13 maja 1944 podczas ataku na „Widmo” i zdobywania czwartego bunkra niemieckiego. Bohaterstwo Romualda Ochęduszki opisał Melchior Wańkowicz w rozdziale Polegli w rycerskiej chwale w swojej książce pt. Monte Cassino:

Był lubiany przez żołnierzy z jego drużyny i przez przełożonych. Nie zawiódł ani jednych ani drugich. Spokój i opanowanie, jakie wykazał w czasie długich godzin walki na WIDMIE, były godne podziwu. Zginął nie doczekawszy się urzeczywistnienia swego najgorętszego życzenia – powrotu do Polski. Zginął śmiercią bohatera, spełniając swój najświętszy obowiązek, walki o Polskę.

Został pochowany na Polskim Cmentarzu Wojennym na Monte Cassino (taras VII, sektor E, nr 1, ekshumowany).
Pośmiertnie został awansowany na stopień porucznika. Był jednym z trzech wychowanków sanockiego gimnazjum, którzy polegli pod Monte Cassino i zostali pośmiertnie odznaczeni Orderem Virtuti Militari (prócz niego Władysław Majcher i Leopold Żołnierczyk).

## Odznaczenia
- Krzyż Srebrny Orderu Virtuti Militari – pośmiertnie (za męstwo w bitwie pod Monte Cassino)
- Krzyż Pamiątkowy Monte Cassino – pośmiertnie[18]

## Upamiętnienie
Podczas „Jubileuszowego Zjazdu Koleżeńskiego b. Wychowanków Gimnazjum Męskiego w Sanoku w 70-lecie pierwszej Matury” 21 czerwca 1958 nazwisko Romualda Ochęduszko zostało wymienione w apelu poległych oraz na ustanowionej w budynku gimnazjum tablicy pamiątkowej poświęconej poległym i pomordowanym absolwentom gimnazjum.
Romuald Ochęduszko został na Cmentarzu Centralnym w Sanoku: w 1962 uhonrowany wśród innych osób wymienionych na tablicy Mauzoleum Ofiar II Wojny Światowej, a ponadto symbolicznie na położonym nieopodal nagrobku Stanisława Ochęduszki (1884-1912).